# 圖塔薩
圖塔薩是哥倫比亞的城鎮，位於該國東北部，由博亞卡省負責管轄，始建於1632年，面積135平方公里，海拔高度3,294米，主要經濟活動有農業和畜牧業，2005年人口2,185。
6°03′N 72°52′W / 6.050°N 72.867°W